# TT132
La tombe thébaine TT 132 est située à Cheikh Abd el-Gournah, dans la nécropole thébaine, sur la rive ouest du Nil, face à Louxor en Égypte.
C'est la sépulture de Ramosé (Rˁ-ms), grand scribe du roi, surveillant des trésors durant le règne de Taharqa (XXVe dynastie).